# 다니구치 쇼고
다니구치 쇼고(일본어: 谷口 彰悟, 1991년 7월 15일 ~ )는 일본 구마모토현 구마모토시 히가시구 출신의 프로 축구 선수이다. 현재 벨기에 주필러 프로 리그 신트트라위던 VV에서 활약하고 있으며, 포지션은 수비수(CB, FB) 및 미드필더(DMF)이다. 또한 일본 대표팀 선수로도 활동하고 있다.

## 유소년 경력
2010년, 구마모토현 오오즈 고등학교를 거쳐 쓰쿠바 대학에 진학하였다. 1학년 시절부터 주전으로 자리 잡았으며, 장신 수비형 미드필더로 활약하였다. 4학년 때는 주장으로 팀을 이끌었다.
재학 중이던 2013년 8월, 가와사키 프론탈레의 특별 지정 선수로 등록되었다. 또한, 2011년과 2013년 두 차례에 걸쳐 유니버시아드 일본 대표로 발탁되어 대회에 출전하였으며, 2011년 대회에서는 금메달 획득에 기여하였다.

## 클럽 경력

### 가와사키 프론탈레
여러 클럽과의 경쟁 끝에 2014년 가와사키 프론탈레에 정식 입단했다. 프로 데뷔전은 이전에는 경험이 없던 왼쪽 풀백으로 치렀으며, 이후 선발 명단에 꾸준히 이름을 올렸다. 또한 센터백으로도 활약하며, 신인임에도 불구하고 다양한 포지션에서 뛰며 멀티 플레이어로서의 역량을 발휘했다. 8월 30일, 나고야 그램퍼스와의 경기에서 프로 첫 골을 기록했다.
2016 시즌에는 신입 선수인 나라 다쓰키와 에두아르두의 활약으로 인해 선발에서 제외되는 경기들도 있었다. 전년부터 이어지던 연속 풀타임 출전 기록은 끊겼으나, 시즌 도중 나라가 부상으로 이탈하면서 다시 선발로 출전하게 되었다. 12월 29일, 천황배 준결승 오미야 아르디자전에서 결승골을 기록하며, 클럽 역사상 최초로 천황배 결승 진출에 기여했다.
2017 시즌 3월 5일, J1리그 제2라운드 사간 도스전에서 J1 통산 100경기 출전을 달성했다. 시즌 동안 팀 내에서 유일하게 모든 리그 경기에 풀타임 출전하며, 클럽 최초의 J1리그 우승에 기여했다. 또한, 센터백으로 활약하며 리그에서 7골을 기록했다.
2018 시즌에도 센터백으로서 전 경기에 출전하며 3골을 기록, 가와사키의 J1리그 2연패에 기여했다.
2019년 4월 10일, 울산 현대전에서 무릎 부상을 입어 교체 아웃되었으며, 본인의 요청으로 4월 14일 사간 도스전에서는 명단에서 제외되었다. 이로 인해 2014년 8월 30일 나고야 그램퍼스전부터 이어져 온 연속 출전 기록이 155경기에서 중단되었다. 이는 J1리그 필드 플레이어 기준 역대 2위 기록이다.
2020 시즌부터 주장으로 선임되었으며, J리그 베스트 일레븐에 선정되는 활약을 펼쳤다. 또한, J1리그와 천황배에서 우승하며 더블을 달성했다.
2021 시즌에도 주장으로서 팀을 이끌며 가와사키의 J1리그 2연패를 견인했다. 개인적으로도 2년 연속이자 통산 3번째로 베스트 일레븐에 선정되었다.
2022년 12월 19일, 해외 클럽으로의 이적을 전제로 한 절차를 진행하기 위해 가와사키 퇴단을 발표했다.

### 알라이얀 SC
12월 28일, 알라이얀 SC에 가입하는 것이 발표되었다. 2023년 1월 6일, 리그 8라운드 알사일리야 SC전에서 데뷔전을 치렀다. 2월 13일 알아흘리전에서 첫 어시스트를 기록했다.

### 신트트라위던 VV
2024년 7월 19일, 벨기에 주필러 프로 리그의 신트트라위던 VV에 가입하는 것이 발표되었다.

## 국가대표팀 경력
그는 2015년 6월 11일 이라크과의 경기에서 일본 국가대표팀에 데뷔했다. 3번의 EAFF E-1 풋볼 챔피언십에 출전, 2022년 EAFF E-1 풋볼 챔피언십에서 주장으로 출전, 우승에 기여했다. 2022년 FIFA 월드컵에도 2경기에 출전, 16강 진출. 2023년 AFC 아시안컵에도 출전했다.

## 인물
구루마야 신타로와는 초등학교, 중학교, 고등학교, 대학교를 모두 같이 나왔으며, 프로 계약도 같은 가와사키 프론탈레에서 함께 체결하였다. 또한 일본 축구 국가대표팀에 첫 소집과 출전도 함께하였다.

## 통계

### 구단
| 클럽    | 클럽         | 클럽   | 리그 | 리그 | 컵     | 컵     | 리그컵  | 리그컵  | 대륙   | 대륙   | 총계 | 총계 |
| 시즌    | 클럽         | 리그   | 출장 | 득점 | 출장   | 득점   | 출장    | 득점    | 출장   | 득점   | 출장 | 득점 |
| 일본    | 일본         | 일본   | 리그 | 리그 | 천황배 | 천황배 | J리그컵 | J리그컵 | 아시아 | 아시아 | 합계 | 합계 |
| ------- | ------------ | ------ | ---- | ---- | ------ | ------ | ------- | ------- | ------ | ------ | ---- | ---- |
| 2014    | 가와사키     | J1     | 30   | 1    | 1      | 0      | 4       | 0       | 5      | 0      | 40   | 1    |
| 2015    | 가와사키     | J1     | 34   | 2    | 3      | 0      | 6       | 0       | -      | -      | 43   | 2    |
| 2016    | 가와사키     | J1     | 34   | 1    | 5      | 1      | 6       | 2       | -      | -      | 45   | 4    |
| 2017    | 가와사키     | J1     | 34   | 7    | 1      | 0      | 4       | 0       | 8      | 1      | 47   | 8    |
| 2018    | 가와사키     | J1     | 34   | 3    | 3      | 1      | 2       | 0       | 4      | 0      | 43   | 4    |
| 2019    | 가와사키     | J1     | 30   | 0    | 2      | 0      | 5       | 0       | 6      | 1      | 43   | 1    |
| 2020    | 가와사키     | J1     | 30   | 3    | 2      | 0      | 4       | 0       | -      | -      | 36   | 3    |
| 2021    | 가와사키     | J1     | 30   | 0    | 4      | 0      | 0       | 0       | 6      | 0      | 40   | 0    |
| 2022    | 가와사키     | J1     | 33   | 3    | -      | -      | 2       | 0       | 5      | 0      | 40   | 3    |
| 카타르  | 카타르       | 카타르 | 리그 | 리그 | 컵     | 컵     | 리그컵  | 리그컵  | 대륙   | 대륙   | 합계 | 합계 |
| 2022-23 | 알라이얀     | QSL    | 15   | 0    | 1      | 0      | -       | -       | 1      | 0      | 17   | 0    |
| 2023-24 | 알라이얀     | QSL    | 22   | 1    | 1      | 0      | 1       | 0       | -      | -      | 24   | 1    |
| 벨기에  | 벨기에       | 벨기에 | 리그 | 리그 | 컵     | 컵     | 리그컵  | 리그컵  | 대륙   | 대륙   | 합계 | 합계 |
| 2024-25 | 신트트라위던 | 주필러 | -    | -    | -      | -      | -       | -       | -      | -      | -    | -    |
| 총 계   | 총 계        | 총 계  | 326  | 21   | 23     | 2      | 34      | 2       | 35     | 2      | 418  | 27   |

### 국가대표팀
| 일본 | 일본 | 일본 |
| 연도 | 출전 | 득점 |
| ---- | ---- | ---- |
| 2015 | 2    | 0    |
| 2016 | 0    | 0    |
| 2017 | 1    | 0    |
| 2018 | 0    | 0    |
| 2019 | 0    | 0    |
| 2020 | 0    | 0    |
| 2021 | 2    | 0    |
| 2022 | 11   | 0    |
| 2023 | 8    | 1    |
| 2024 | 8    | 0    |
| 통산 | 32   | 1    |

#### 출전
| No. | 개최일           | 개최도시     | 스타디움                           | 상대국                 | 결과           | 감독              | 대회                                     |
| --- | ---------------- | ------------ | ---------------------------------- | ---------------------- | -------------- | ----------------- | ---------------------------------------- |
| 1.  | 2015년 6월 11일  | 요코하마     | 닛산 스타디움                      | 이라크                 | 4-0(승)        | 바히드 할릴호지치 | 기린 챌린지 컵 2015                      |
| 2.  | 2015년 8월 2일   | 우한         | 우한 스포츠 센터                   | 조선민주주의인민공화국 | 1-2(패)        | 바히드 할릴호지치 | EAFF 동아시안컵 2015                     |
| 3.  | 2017년 12월 9일  | 조후         | 아지노모도 스타디움                | 조선민주주의인민공화국 | 1-0(승)        | 바히드 할릴호지치 | EAFF E-1 풋볼 챔피언십 2017              |
| 4.  | 2021년 6월 7일   | 스이타       | 파나소닉 스타디움 스이타           | 타지키스탄             | 4-1(승)        | 모리야스 하지메   | 2022년 FIFA 월드컵 아시아 2차 예선       |
| 5.  | 2021년 6월 11일  | 고베         | 노에비어 스타디움 고베             | 세르비아               | 1-0(승)        | 모리야스 하지메   | 기린 챌린지 컵 2021                      |
| 6.  | 2022년 1월 27일  | 사이타마     | 사이타마 스타디움 2002             | 중국                   | 2-0(승)        | 모리야스 하지메   | 2022년 FIFA 월드컵 아시아 지역 최종 예선 |
| 7.  | 2022년 2월 1일   | 사이타마     | 사이타마 스타디움 2002             | 사우디아라비아         | 2-0(승)        | 모리야스 하지메   | 2022년 FIFA 월드컵 아시아 지역 최종 예선 |
| 8.  | 2022년 3월 29일  | 사이타마     | 사이타마 스타디움 2002             | 베트남                 | 1-1(무)        | 모리야스 하지메   | 2022년 FIFA 월드컵 아시아 지역 최종 예선 |
| 9.  | 2022년 6월 2일   | 삿포로       | 삿포로 돔                          | 파라과이               | 4-1(승)        | 모리야스 하지메   | 기린 챌린지 컵 2022                      |
| 10. | 2022년 6월 10일  | 고베         | 노에비어 스타디움 고베             | 가나                   | 4-1(승)        | 모리야스 하지메   | 기린컵 2022                              |
| 11. | 2022년 7월 19일  | 가시마       | 이바라키 현립 가시마 사커 스타디움 | 홍콩                   | 6-0(승)        | 모리야스 하지메   | EAFF E-1 풋볼 챔피언십 2022              |
| 12. | 2022년 7월 27일  | 도요타       | 도요타 스타디움                    | 대한민국               | 3-0(승)        | 모리야스 하지메   | EAFF E-1 풋볼 챔피언십 2022              |
| 13. | 2022년 9월 27일  | 뒤셀도르프   | 메르쿠어 슈필 아레나               | 에콰도르               | 0-0(무)        | 모리야스 하지메   | 국제 친선 경기                           |
| 14. | 2022년 11월 17일 | 두바이       | 알막툼 스타디움                    | 캐나다                 | 1-2(패)        | 모리야스 하지메   | 국제 친선 경기                           |
| 15. | 2022년 12월 1일  | 알라이얀     | 칼리파 국제경기장                  | 스페인                 | 2-1(승)        | 모리야스 하지메   | 2022년 FIFA 월드컵                       |
| 16. | 2022년 12월 5일  | 알와크라     | 알자누브 스타디움                  | 크로아티아             | 1-1(무)(PK1-3) | 모리야스 하지메   | 2022년 FIFA 월드컵                       |
| 17. | 2023년 6월 15일  | 도요타       | 도요타 스타디움                    | 엘살바도르             | 6-0(승)        | 모리야스 하지메   | 기린 챌린지 컵 2023                      |
| 18. | 2023년 6월 20일  | 스이타       | 파나소닉 스타디움 스이타           | 페루                   | 4-1(승)        | 모리야스 하지메   | 기린 챌린지 컵 2023                      |
| 19. | 2023년 9월 9일   | 볼프스부르크 | 폭스바겐 아레나                    | 독일                   | 4-1(승)        | 모리야스 하지메   | 국제 친선 경기                           |
| 20. | 2023년 9월 12일  | 헹크         | 세게카 아레나                      | 터키                   | 4-2(승)        | 모리야스 하지메   | 기린 챌린지 컵 2023                      |
| 21. | 2023년 10월 13일 | 니가타       | 덴카 빅 스완 스타디움              | 캐나다                 | 4-1(승)        | 모리야스 하지메   | MIZUHO BLUE DREAM MATCH 2023             |
| 22. | 2023년 10월 17일 | 고베         | 노에비어 스타디움 고베             | 튀니지                 | 2-0(승)        | 모리야스 하지메   | 기린 챌린지 컵 2023                      |
| 23. | 2023년 11월 16일 | 스이타       | 파나소닉 스타디움 스이타           | 미얀마                 | 5-0(승)        | 모리야스 하지메   | 2026년 FIFA 월드컵 아시아 2차 예선       |
| 24. | 2023년 11월 21일 | 지다         | 프린스 압둘라 알파이살 스타디움    | 시리아                 | 5-0(승)        | 모리야스 하지메   | 2026년 FIFA 월드컵 아시아 2차 예선       |
| 25. | 2024년 1월 14일  | 도하         | 알투마마 스타디움                  | 베트남                 | 4-2(승)        | 모리야스 하지메   | 2023년 AFC 아시안컵                      |
| 26. | 2024년 1월 19일  | 알라이얀     | 에듀케이션 시티 스타디움           | 이라크                 | 1-2(패)        | 모리야스 하지메   | 2023년 AFC 아시안컵                      |
| 27. | 2024년 3월 21일  | 도쿄         | 국립경기장                         | 조선민주주의인민공화국 | 1-0(승)        | 모리야스 하지메   | 2026년 FIFA 월드컵 아시아 2차 예선       |
| 28. | 2024년 6월 6일   | 양곤         | 투운나 스타디움                    | 미얀마                 | 5-0(승)        | 모리야스 하지메   | 2026년 FIFA 월드컵 아시아 2차 예선       |
| 29. | 2024년 9월 5일   | 사이타마     | 사이타마 스타디움 2002             | 중국                   | 7-0(승)        | 모리야스 하지메   | 2026년 FIFA 월드컵 아시아 3차 예선       |
| 30. | 2024년 9월 10일  | 리파         | 바레인 국립경기장                  | 바레인                 | 5-0(승)        | 모리야스 하지메   | 2026년 FIFA 월드컵 아시아 3차 예선       |
| 31. | 2024년 10월 10일 | 지다         | 킹 압둘라 스포츠 시티              | 사우디아라비아         | 2-0(승)        | 모리야스 하지메   | 2026년 FIFA 월드컵 아시아 3차 예선       |
| 32. | 2024년 10월 15일 | 사이타마     | 사이타마 스타디움 2002             | 호주                   | 1-1(무)        | 모리야스 하지메   | 2026년 FIFA 월드컵 아시아 3차 예선       |

#### 득점
| No. | 개최일          | 개최도시 | 스타디움        | 상대국     | 결과    | 대회                |
| --- | --------------- | -------- | --------------- | ---------- | ------- | ------------------- |
| 1.  | 2023년 6월 15일 | 도요타   | 도요타 스타디움 | 엘살바도르 | 6-0(승) | 기린 챌린지 컵 2023 |

## 국가대표 경력

### 출전 대회
- 유니버시아드 일본 대표
  - 2011년 하계 유니버시아드
  - 2013년 하계 유니버시아드

- 일본 축구 국가대표팀
  - 2018년 FIFA 월드컵 아시아 2차 예선
  - 2015년 EAFF 동아시안컵
  - 2017년 EAFF E-1 풋볼 챔피언십
  - 2022년 FIFA 월드컵 아시아 2차 예선 및 2023년 AFC 아시안컵 예선
  - 2022년 FIFA 월드컵 아시아 최종 예선
  - 2022년 EAFF E-1 풋볼 챔피언십
  - 2022년 FIFA 월드컵
  - 2026년 FIFA 월드컵 아시아 2차 예선 및 2027년 AFC 아시안컵 예선
  - 2023년 AFC 아시안컵
  - 2026년 FIFA 월드컵 아시아 최종 예선

## 수상 내역

### 클럽

#### 가와사키 프론탈레
- J1리그 : 4회(2017년, 2018년, 2020년, 2021년)
- 후지 제록스 슈퍼컵 : 2회(2019년, 2021년)
- J리그컵 : 1회(2019년)
- 천황배 : 1회(2020년)

### 국가대표

#### 유니버시아드 일본 대표
- 유니버시아드(2011년) ● 금메달

#### 일본 대표
- EAFF E-1 풋볼 챔피언십(2022년)

### 개인
- 전일본 고교 축구 선수권 대회 최우수선수상(2008년)
- 간토 대학 축구 리그전 베스트일레븐(2011년, 2013년)
- 덴소컵 베스트일레븐(2015년)
- J리그 페어플레이상 : 1회(2015년)
- J리그 우수선수상 : 6회(2017년 - 2022년)
- J리그 베스트 일레븐 : 4회(2018년, 2020년, 2021년, 2022년)
- EAFF E-1 풋볼 챔피언십 최우수 DF : 1회(2022년)
- JPFA 어워드 J1 베스트 일레븐 : 1회(2022년)